# Wierzbno (stacja kolejowa)
Wierzbno – stacja kolejowa w Wierzbnie, w województwie lubuskim, w powiecie międzyrzeckim, w gminie Przytoczna. 

## Charakterystyka
W latach 1995-2023 stacja nie wyprawiała pociągów pasażerskich. Od 2023 roku w sezonie wakacyjnym są uruchamiane przez Urząd Marszałkowski Województwa Lubuskiego pociągi spółki Polregio ze stacji Gorzów Wielkopolski i Skwierzyna zapewniające dojazd nad jezioro Wierzbno. Stacja obsługuje ruch towarowy ładunków niebezpiecznych. Od 2009 roku przy stacji znajduje się terminal ekspedycyjny ropy naftowej należący do PGNiG.